# Sławomir Mazurek (filozof)
Sławomir Mazurek (ur. 1960) – polski filozof, dr hab., prof. nadzw. Instytutu Filozofii i Socjologii PAN w Warszawie, znawca historii rosyjskiej myśli religijno-filozoficznej, w przeszłości także krytyk literacki. 

## Życiorys
Absolwent VI Liceum Ogólnokształcącego im. Tadeusza Reytana w Warszawie (1979). Współpracownik drugoobiegowego  miesięcznika „Kultura Niezależna”, współzałożyciel i członek pierwszej redakcji kwartalnika „Bez Dogmatu”; obecnie członek Rady Programowej „Archiwum Historii Filozofii i Myśli Społecznej”, były kierownik Zakładu Filozofii Nowożytnej i Współczesnej IFiS PAN.

## Publikacje
Jest autorem licznych publikacji poświęconych między innymi tzw. rosyjskiemu renesansowi religijnemu.
Publikacje książkowe
- Wątki katastroficzne w myśli rosyjskiej i polskiej 1917–1950 (Wrocław 1997, ISBN 83-85220-73-9)
- Utopia i łaska. Idea rewolucji moralnej w rosyjskiej filozofii religijnej (Warszawa 2006, ISBN 83-7388-085-2)
- Filantrop czyli nieprzyjaciel i inne szkice o rosyjskim renesansie religijno-filozoficznym (Warszawa 2006, ISBN 83-7388-046-1)
- Rosyjski renesans religijno-filozoficzny (Warszawa 2008, ISBN 978-83-7388-161-7)
- Samoograniczający się katastrofizm i inne szkice o myśli rosyjskiej (Warszawa 2020, ISBN 978-83-7683-188-6)

Przygotował wydanie krytyczne traktatu Augusta Cieszkowskiego Ojcze nasz (Warszawa 2022, tom 1–2, ISBN 978-83-65787-67-5, tom 3–4 ISBN 978-83-65787-68-2).
Artykuły
- Sławomir Mazurek. Metafizyka miłości Lwa Karsawina. „Archiwum Historii Filozofii i Myśli Społecznej”. 46, s. 183–196, 2001. OCLC 998654620.{{Cytuj pismo}} Linki zewnętrzne: "wolumin".